# Henry James
Henry James OM (New York, 1843. április 15. – London, 1916. február 28.) amerikai származású angol író, kritikus.

## Élete
A filozófus William James testvére. A hawthorne-i regénytechnika örököse, a kozmopolita ifjúkorában kialakult Európa-rajongás kifejezője, így első alkotói korszakában az amerikai és az európai társadalom értékei közti feszültség foglalkoztatta (Daisy Miller, 1878, 1965; Egy hölgy arcképe, 1881, 1974). Utolsó alkotói korszakában valamelyik szereplő szemszögéből szubjektíven láttatja az eseményeket s a történések igazságtartalmát (Maisie tudja, 1897, 1978). Életfilozófiája, a művészetről folytatott elmélkedései a művész tevékenységének és magánéletének ambivalenciáját tükrözik (Az Aspern-levelek, 1888; Házasságok, 1891, A csavar fordul egyet, 1898; A galamb szárnyai, 1902; A követek, 1903; Az aranyserleg, 1904).
James sohasem házasodott meg, halála után a kritikusok körében találgatások indultak ennek okáról. A kortársak naplóinak és James levelezésének nyilvánosságra kerülése után egyértelművé vált, hogy James a férfiakhoz vonzódott: több száz fiatal férfihoz írott homoerotikus levél került napvilágra.
Művei gyakran állítják szembe az Óvilág (Európa) korrupt, vonzó civilizációját az Újvilág (USA) embertípusával, amire az asszertivitás, nyitottság, erkölcsi szabadság jellemző. James személyiségek és kultúrák ütközőzónáját fedezi fel alkotásaiban személyes történeteken keresztül.

## Magyarul
- James Henrikː Unokatestvérek és egyéb elbeszélések; Athenaeum, Bp., 1877 (Az Athenaeum olvasótára II.)
- London ostroma / Daisy Miller / Az Aspern-levelek; ford. Berinkey Irma, Sz. Kiss Csaba, Udvarhelyi Hanna, utószó Szegedy-Maszák Mihály; Európa, Bp., 1965
- A csavar fordul egyet; ford. Katona Tamás; Magyar Helikon–Európa, Bp., 1969 (Helikon kiskönyvtár)
- Egy hölgy arcképe; ford. Balabán Péter; Európa, Bp., 1972
- Európai látogatók; ford. Balabán Péter; Európa, Bp., 1975
- Maisie tudja. Regény; ford. Udvarhelyi Hanna; Európa, Bp., 1978
- Washington Square; ford. Kádár Melinda; LAZI, Szeged, 2003
- A galamb szárnyai; ford. Barcza Gerda; Lazi, Szeged, 2008
- A csavar fordul egyet; ford. Weisz Böbe; Alinea, Bp., 2012 (Klasszik sorozat)

### Egyéb magyar fordítások
- Gustave Flaubert az Írók írókról c. kötetben, 1970
- A mester intelmei Holmi 2002/10-12. szám
- A szőnyeg mintája Holmi 2004/9. szám